# Europamästerskapen i friidrott 2018
Europamästerskapen i friidrott 2018 avgjordes i Berlin i Tyskland den 6–12 augusti. Det meddelades av EAA efter ett möte i Zürich i Schweiz den 2 november 2013.
Tävlingarna ingår i första upplagan av Europeiska idrottsmästerskapen.

## Resultat

### Herrar

#### Gång- och löpgrenar
| Gren               | Guld                                                                                 | Guld             | Silver                                                                            | Silver        | Brons                                                                          | Brons         |
| 100 meter          | Zharnel Hughes (GBR)                                                                 | 9,95 0MR0        | Reece Prescod (GBR)                                                               | 9,96 =0NR0U23 | Jak Ali Harvey (TUR)                                                           | 10,01         |
| 200 meter          | Ramil Guliyev (TUR)                                                                  | 19,76 0MR0       | Nethaneel Mitchell-Blake (GBR)                                                    | 20,04 0SB0    | Alex Wilson (SUI)                                                              | 20,04 0NR0    |
| 400 meter          | Matthew Hudson-Smith (GBR)                                                           | 44,78            | Kevin Borlée (BEL)                                                                | 45,13         | Jonathan Borlée (BEL)                                                          | 45,19         |
| 800 meter          | Adam Kszczot (POL)                                                                   | 1.44,59 0SB0     | Andreas Kramer (SWE)                                                              | 1.45,03 =0NR0 | Pierre-Ambroise Bosse (FRA)                                                    | 1.45,30       |
| 1 500 meter        | Jakob Ingebrigtsen (NOR)                                                             | 3.38,10          | Marcin Lewandowski (POL)                                                          | 3.38,14       | Jake Wightman (GBR)                                                            | 3.38,25       |
| 5 000 meter        | Jakob Ingebrigtsen (NOR)                                                             | 13.17,06 0AR0U20 | Henrik Ingebrigtsen (NOR)                                                         | 13.18,75      | Morhad Amdouni (FRA)                                                           | 13.19,14 0SB0 |
| 10 000 meter       | Morhad Amdouni (FRA)                                                                 | 28.11,22         | Bashir Abdi (BEL)                                                                 | 28.11,76      | Yemaneberhan Crippa (ITA)                                                      | 28.12,15      |
| Maraton            | Koen Naert (BEL)                                                                     | 2:09.51 0MR0 PB0 | Tadesse Abraham (SUI)                                                             | 2:11.24       | Yassine Rachik (ITA)                                                           | 2:12.09 0PB0  |
| 110 meter häck     | Pascal Martinot-Lagarde (FRA)                                                        | 13,17 0SB0       | Sergej Sjubenkov                                                                  | 13,17         | Orlando Ortega (ESP)                                                           | 13,34         |
| 400 meter häck     | Karsten Warholm (NOR)                                                                | 47,64 0AR0U23    | Yasmani Copello (TUR)                                                             | 47,81 0NR0    | Thomas Barr (IRL)                                                              | 48,31 0SB0    |
| 3 000 meter hinder | Mahiedine Mekhissi-Benabbad (FRA)                                                    | 8,31.66          | Fernando Carro (ESP)                                                              | 8.34,16       | Yohanes Chiappinelli (ITA)                                                     | 8.35,81       |
| 4×100 meter        | Storbritannien (GBR) Chijindu Ujah Zharnel Hughes Adam Gemili Harry Aikines-Aryeetey | 37,80            | Turkiet (TUR) Emre Zafer Barnes Jak Ali Harvey Yiğitcan Hekimoğlu Ramil Guliyev   | 37,98 0NR0    | Nederländerna (NED) Chris Garia Churandy Martina Hensley Paulina Taymir Burnet | 38,03 0NR0    |
| 4×400 meter        | Belgien (BEL) Dylan Borlée Jonathan Borlée Jonathan Sacoor Kévin Borlée              | 2.59,47 0EL0     | Storbritannien (GBR) Rabah Yousif Dwayne Cowan Matthew Hudson-Smith Martyn Rooney | 3.00,36 0SB0  | Spanien (ESP) Óscar Husillos Lucas Búa Samuel García Bruno Hortelano           | 3.00,78 0SB0  |
| 20 km gång         | Álvaro Martín (ESP)                                                                  | 1:20.42 0SB0     | Diego García Carrera (ESP)                                                        | 1:20.48       | Vasilij Mizinov                                                                | 1:20.50       |
| 50 km gång         | Marjan Zakalnytskyj (UKR)                                                            | 3:46.35          | Matej Tóth (SVK)                                                                  | 3:47.27       | Dzmitrij Dzjubin (BLR)                                                         | 3:47.59 0PB0  |

#### Teknikgrenar
| Gren       | Guld                      | Guld                  | Silver                  | Silver     | Brons                      | Brons      |
| Hoppgrenar |                           |                       |                         |            |                            |            |
| Höjdhopp   | Mateusz Przybylko (GER)   | 2,35 =0PB0            | Maksim Nedasekau (BLR)  | 2,33 =0PB0 | Ilja Ivanjuk               | 2,31 0PB0  |
| Stavhopp   | Armand Duplantis (SWE)    | 6,05 0VR0U20 0VB0 MR0 | Timur Morgunov          | 6,00 0PB0  | Renaud Lavillenie (FRA)    | 5,95 =0SB0 |
| Längdhopp  | Miltiadis Tentoglou (GRE) | 8,25 0SB0             | Fabian Heinle (GER)     | 8,13 0SB0  | Sergij Nykyforov (UKR)     | 8,13       |
| Tresteg    | Nelson Évora (POR)        | 17,10 0SB0            | Alexis Copello (AZE)    | 16,93      | Dimítrios Tsiámis (GRE)    | 16,78 0SB0 |
| Kastgrenar |                           |                       |                         |            |                            |            |
| Kula       | Michał Haratyk (POL)      | 21,72                 | Konrad Bukowiecki (POL) | 21,66      | David Storl (GER)          | 21,41      |
| Diskus     | Andrius Gudžius (LTU)     | 68,46                 | Daniel Ståhl (SWE)      | 68,23      | Lukas Weisshaidinger (AUT) | 65,14      |
| Spjut      | Thomas Röhler (GER)       | 89,47                 | Andreas Hofmann (GER)   | 87,60      | Magnus Kirt (EST)          | 85,96      |
| Slägga     | Wojciech Nowicki (POL)    | 80,12                 | Paweł Fajdek (POL)      | 78,69      | Bence Halász (HUN)         | 77,36      |
| Mångkamp   |                           |                       |                         |            |                            |            |
| Tiokamp    | Arthur Abele (GER)        | 8 431                 | Ilja Sjkurenjov         | 8 321 0SB0 | Vitalij Zjuk (BLR)         | 8 290 0PB0 |

### Damer

#### Gång- och löpgrenar
| Gren               | Guld                                                                                                  | Guld            | Silver                                                                               | Silver         | Brons                                                                          | Brons         |
| 100 meter          | Dina Asher-Smith (GBR)                                                                                | 10,85 =0VB0 NR0 | Gina Lückenkemper (GER)                                                              | 10,98 =0AR0U23 | Dafne Schippers (NED)                                                          | 10,99 0SB0    |
| 200 meter          | Dina Asher-Smith (GBR)                                                                                | 21,89 0VB0      | Dafne Schippers (NED)                                                                | 22,14 0SB0     | Jamile Samuel (NED)                                                            | 22,37 =0PB0   |
| 400 meter          | Justyna Święty-Ersetic (POL)                                                                          | 50,41 0EL0      | Maria Belimpasaki (GRE)                                                              | 50,45 0NR0     | Lisanne de Witte (NED)                                                         | 50,77 0NR0    |
| 800 meter          | Natalija Prysjtjepa (UKR)                                                                             | 2.00,38         | Rénelle Lamote (FRA)                                                                 | 2.00,62        | Olha Ljachova (UKR)                                                            | 2.00,79       |
| 1 500 meter        | Laura Muir (GBR)                                                                                      | 4.02,32         | Sofia Ennaoui (POL)                                                                  | 4.03,08        | Laura Weightman (GBR)                                                          | 4.03,75       |
| 5 000 meter        | Sifan Hassan (NED)                                                                                    | 14.46,12 0MR0   | Eilish McColgan (GBR)                                                                | 14.53,05       | Yasemin Can (TUR)                                                              | 14.57,63 0SB0 |
| 10 000 meter       | Lonah Chemtai Salpeter (ISR)                                                                          | 31.43,29        | Susan Krumins (NED)                                                                  | 31.52,55       | Alina Reh (GER)                                                                | 32.28.48      |
| Maraton            | Volha Mazuronak (BLR)                                                                                 | 2:26.22         | Clémence Calvin (FRA)                                                                | 2:26.28        | Eva Vrabcová-Nývltová (CZE)                                                    | 2:26.31 0NR0  |
| 100 meter häck     | Elvira Herman (BLR)                                                                                   | 12,67           | Pamela Dutkiewicz (GER)                                                              | 12,72          | Cindy Roleder (GER)                                                            | 12,77 0SB0    |
| 400 meter häck     | Léa Sprunger (SUI)                                                                                    | 54,33 0EL0      | Hanna Ryzjykova (UKR)                                                                | 54,51 0SB0     | Meghan Beesley (GBR)                                                           | 55,31         |
| 3 000 meter hinder | Gesa Felicitas Krause (GER)                                                                           | 9.19,80 0SB0    | Fabienne Schlumpf (SUI)                                                              | 9.22,29 0SB0   | Karoline Bjerkeli Grøvdal (NOR)                                                | 9.24,46       |
| 4×100 meter        | Storbritannien (GBR) Asha Philip Bianca Williams Imani-Lara Lansiquot Dina Asher-Smith                | 41,88 0VB0      | Nederländerna (NED) Dafne Schippers Marije van Hunenstijn Jamile Samuel Naomi Sedney | 42,15 0SB0     | Tyskland (GER) Lisa Marie Kwayie Gina Lückenkemper Tatjana Pinto Rebekka Haase | 42,23 0SB0    |
| 4×400 meter        | Polen (POL) Małgorzata Hołub-Kowalik Iga Baumgart-Witan Patrycja Wyciszkiewicz Justyna Święty-Ersetic | 3.26,59         | Frankrike (FRA) Elea-Mariama Diarra Déborah Sananes Agnès Raharolahy Floria Gueï     | 3.27,17        | Storbritannien (GBR) Zoey Clark Anyika Onuora Amy Allcock Eilidh Doyle         | 3.27,40       |
| 20 km gång         | María Pérez (ESP)                                                                                     | 1:26.36 0MR0    | Anežka Drahotová (CZE)                                                               | 1:27.03 0SB0   | Antonella Palmisano (ITA)                                                      | 1:27.30 0SB0  |
| 50 km gång         | Inês Henriques (POR)                                                                                  | 4:09.21 0MR0    | Alina Tsvilij (UKR)                                                                  | 4:12.44 0NR0   | Júlia Takács (ESP)                                                             | 4:15.22       |

#### Teknikgrenar
| Gren       | Guld                         | Guld        | Silver                          | Silver     | Brons                            | Brons      |
| Hoppgrenar |                              |             |                                 |            |                                  |            |
| Höjdhopp   | Marija Lasitskene            | 2,00        | Mirela Demireva (BUL)           | 2,00 =0PB0 | Marie-Laurence Jungfleisch (GER) | 1,96 =0SB0 |
| Stavhopp   | Ekaterini Stefanidi (GRE)    | 4,85 0MR0   | Nikoleta Kyriakopoulou (GRE)    | 4,80 0SB0  | Holly Bradshaw (GBR)             | 4,75       |
| Längdhopp  | Malaika Mihambo (GER)        | 6,75        | Maryna Bech-Romantjuk (UKR)     | 6,73 0SB0  | Shara Proctor (GBR)              | 6,70       |
| Tresteg    | Paraskevi Papachristou (GRE) | 14,60 =0SB0 | Kristin Gierisch (GER)          | 14,45 0PB0 | Ana Peleteiro (ESP)              | 14,44      |
| Kastgrenar |                              |             |                                 |            |                                  |            |
| Kula       | Paulina Guba (POL)           | 19,33       | Christina Schwanitz (GER)       | 19,19      | Aljona Dubitskaja (BLR)          | 18,81      |
| Diskus     | Sandra Perković (CRO)        | 67,62       | Nadine Müller (GER)             | 63,00 0SB0 | Shanice Craft (GER)              | 62,46      |
| Spjut      | Christin Hussong (GER)       | 67,90 0MR0  | Nikola Ogrodníková (CZE)        | 61,85      | Liveta Jasiūnaitė (LTU)          | 61,59      |
| Slägga     | Anita Włodarczyk (POL)       | 78,94 0MR0  | Alexandra Tavernier (FRA)       | 74,78 0NR0 | Joanna Fiodorow (POL)            | 74,00      |
| Mångkamp   |                              |             |                                 |            |                                  |            |
| Sjukamp    | Nafissatou Thiam (BEL)       | 6 816 0VB0  | Katarina Johnson-Thompson (GBR) | 6 759 0PB0 | Carolin Schäfer (GER)            | 6 602 0SB0 |

## Medaljfördelning
| Pl.    | Nation                      | Guld | Silver | Brons | Totalt |
| ------ | --------------------------- | ---- | ------ | ----- | ------ |
| 1      | Storbritannien              | 7    | 5      | 6     | 18     |
| 2      | Polen                       | 7    | 4      | 1     | 12     |
| 3      | Tyskland                    | 6    | 7      | 7     | 20     |
| 4      | Frankrike                   | 3    | 4      | 3     | 10     |
| 5      | Belgien                     | 3    | 2      | 1     | 6      |
| 5      | Grekland                    | 3    | 2      | 1     | 6      |
| 7      | Belarus                     | 3    | 1      | 3     | 7      |
| 8      | Norge                       | 3    | 1      | 1     | 5      |
| 9      | Ukraina                     | 2    | 3      | 2     | 7      |
| 10     | Spanien                     | 2    | 3      | 5     | 10     |
| 11     | Portugal                    | 2    | 0      | 0     | 2      |
| 12     | Nederländerna               | 1    | 3      | 4     | 8      |
| – *    | Authorised Neutral Athletes | 1    | 3      | 2     | 6      |
| 13     | Turkiet                     | 1    | 2      | 2     | 5      |
| 14     | Schweiz                     | 1    | 2      | 1     | 4      |
| 14     | Sverige                     | 1    | 2      | 0     | 3      |
| 16     | Italien                     | 1    | 1      | 4     | 6      |
| 17     | Litauen                     | 1    | 0      | 1     | 2      |
| 18     | Israel                      | 1    | 0      | 0     | 1      |
| 18     | Kroatien                    | 1    | 0      | 0     | 1      |
| 20     | Tjeckien                    | 0    | 2      | 1     | 3      |
| 21     | Azerbajdzjan                | 0    | 1      | 0     | 1      |
| 21     | Bulgarien                   | 0    | 1      | 0     | 1      |
| 21     | Slovakien                   | 0    | 1      | 0     | 1      |
| 24     | Österrike                   | 0    | 0      | 2     | 2      |
| 25     | Estland                     | 0    | 0      | 1     | 1      |
| 25     | Irland                      | 0    | 0      | 1     | 1      |
| 25     | Ungern                      | 0    | 0      | 1     | 1      |
| Totalt | Totalt                      | 50   | 50     | 50    | 150    |

*) I EEA:s officiella medaljliga inräknas inte medaljerna som  "Authorised Neutral Athletes" erhållit.

### Fotnoter
1. ↑  Duncan Mackay (2 november 2013). ”Berlin to host 2018 European Athletics Championships” (på engelska). Inside the Games. http://www.insidethegames.biz/articles/1016764/berlin-to-host-2018-european-athletics-championships. Läst 4 augusti 2015.
2. ↑  ”Berlin to host 2018 European Athletics Championships” (på engelska). RTE Sport. 2 november 2013. http://www.rte.ie/sport/athletics/2013/1102/484240-berlin/. Läst 4 augusti 2015.
3. ↑  ”Berlin to host 2018 European Athletics Championships” (på engelska). Inside the Games. 26 mars 2013. http://www.european-athletics.org/news/article=leading-sports-bring-together-their-european-championships-2018/index.html. Läst 4 augusti 2015.
4. ↑  Karolos Grohmann (26 mars 2013). ”New kid on the block as European sports championships launched for 2018” (på engelska). Reuters. Arkiverad från originalet den 24 september 2015. https://web.archive.org/web/20150924214756/http://www.reuters.com/article/2015/03/26/sports-championships-idUSL3N0WS4DK20150326. Läst 4 augusti 2015.
5. ↑  ”Resultat 100 m herrar”. Arkiverad från originalet den 17 september 2016. https://web.archive.org/web/20160917143352/http://www.european-athletics.org/externalmodules/AT/pdf/ATM001101_C73A.pdf. Läst 8 augusti 2018.
6. ↑  ”Resultat 200 m herrar”. Arkiverad från originalet den 3 augusti 2016. https://web.archive.org/web/20160803223454/http://www.european-athletics.org/externalmodules/AT/pdf/ATM002101_C73A.pdf. Läst 14 augusti 2018.
7. ↑  ”Resultat 400 m herrar”. Arkiverad från originalet den 2 september 2018. https://web.archive.org/web/20180902083712/http://www.european-athletics.org/externalmodules/AT/pdf/ATM004101_C73A.pdf. Läst 14 augusti 2018.
8. ↑  ”Resultat 800 m herrar”. Arkiverad från originalet den 5 mars 2017. https://web.archive.org/web/20170305204754/http://www.european-athletics.org/externalmodules/AT/pdf/ATM008101_C73G.pdf. Läst 14 augusti 2018.
9. ↑  ”Resultat 1 500 m herrar”. Arkiverad från originalet den 11 mars 2017. https://web.archive.org/web/20170311142522/http://www.european-athletics.org/externalmodules/AT/pdf/ATM015101_C73G.pdf. Läst 14 augusti 2018.
10. ↑  ”Resultat 5 000 m herrar”. Arkiverad från originalet den 4 augusti 2016. https://web.archive.org/web/20160804105011/http://www.european-athletics.org/externalmodules/AT/pdf/ATM050101_C73G.pdf. Läst 14 augusti 2018.
11. ↑  ”Resultat 10 000 m herrar”. Arkiverad från originalet den 12 september 2014. https://web.archive.org/web/20140912055732/http://www.european-athletics.org/externalmodules/AT/pdf/ATM100101_C73G.pdf. Läst 8 augusti 2018.
12. ↑  ”Resultat Maraton herrar”. Arkiverad från originalet den 14 augusti 2018. https://web.archive.org/web/20180814071705/http://www.european-athletics.org/externalmodules/AT/pdf/ATM099101_C77B.pdf. Läst 14 augusti 2018.
13. ↑  ”Resultat 110 m häck herrar”. Arkiverad från originalet den 22 september 2016. https://web.archive.org/web/20160922163355/http://www.european-athletics.org/externalmodules/AT/pdf/ATM012101_C73A.pdf. Läst 14 augusti 2018.
14. ↑  ”Resultat 400 m häck herrar”. Arkiverad från originalet den 26 november 2016. https://web.archive.org/web/20161126171220/http://www.european-athletics.org/externalmodules/AT/pdf/ATM044101_C73A.pdf. Läst 14 augusti 2018.
15. ↑  ”Resultat 3 000 m hinder herrar”. Arkiverad från originalet den 20 november 2016. https://web.archive.org/web/20161120081053/http://www.european-athletics.org/externalmodules/AT/pdf/ATM033101_C73G.pdf. Läst 14 augusti 2018.
16. ↑  ”Resultat 4×100 m stafett herrar”. Arkiverad från originalet den 15 oktober 2014. https://web.archive.org/web/20141015033916/http://www.european-athletics.org/externalmodules/AT/pdf/ATM401101_C73E.pdf. Läst 14 augusti 2018.
17. ↑  ”Resultat 4×400 m stafett herrar”. Arkiverad från originalet den 18 mars 2015. https://web.archive.org/web/20150318210508/http://www.european-athletics.org/externalmodules/AT/pdf/ATM404101_C73E.pdf. Läst 14 augusti 2018.
18. ↑  ”Resultat 20 km gång herrar”. Arkiverad från originalet den 11 augusti 2018. https://web.archive.org/web/20180811162950/http://www.european-athletics.org/externalmodules/AT/pdf/ATM092101_C73K.pdf. Läst 14 augusti 2018.
19. ↑  ”Resultat 50 km gång herrar”. Arkiverad från originalet den 8 augusti 2018. https://web.archive.org/web/20180808172157/http://www.european-athletics.org/externalmodules/AT/pdf/ATM095101_C73K.pdf. Läst 8 augusti 2018.
20. ↑  ”Resultat höjdhopp herrar”. Arkiverad från originalet den 12 mars 2017. https://web.archive.org/web/20170312091127/http://www.european-athletics.org/externalmodules/AT/pdf/ATM071101_C73M.pdf. Läst 18 augusti 2018.
21. ↑  ”Resultat stavhopp herrar”. Arkiverad från originalet den 22 september 2018. https://web.archive.org/web/20180922180126/http://www.european-athletics.org/externalmodules/AT/pdf/ATM072101_C73M.pdf. Läst 14 augusti 2018.
22. ↑  ”Resultat längdhopp herrar”. Arkiverad från originalet den 4 mars 2017. https://web.archive.org/web/20170304211113/http://www.european-athletics.org/externalmodules/AT/pdf/ATM061101_C73P.pdf. Läst 18 augusti 2018.
23. ↑  ”Resultat tresteg herrar”. Arkiverad från originalet den 12 mars 2017. https://web.archive.org/web/20170312122147/http://www.european-athletics.org/externalmodules/AT/pdf/ATM062101_C73P.pdf. Läst 18 augusti 2018.
24. ↑  ”Resultat kula herrar”. Arkiverad från originalet den 13 november 2016. https://web.archive.org/web/20161113083422/http://www.european-athletics.org/externalmodules/AT/pdf/ATM051101_C73S.pdf. Läst 8 augusti 2018.
25. ↑  ”Resultat diskus herrar”. Arkiverad från originalet den 13 november 2016. https://web.archive.org/web/20161113112131/http://www.european-athletics.org/externalmodules/AT/pdf/ATM052101_C73S.pdf. Läst 18 augusti 2018.
26. ↑  ”Resultat spjut herrar”. Arkiverad från originalet den 18 november 2016. https://web.archive.org/web/20161118175159/http://www.european-athletics.org/externalmodules/AT/pdf/ATM053101_C73S.pdf. Läst 18 augusti 2018.
27. ↑  ”Resultat slägga herrar”. Arkiverad från originalet den 13 november 2016. https://web.archive.org/web/20161113125008/http://www.european-athletics.org/externalmodules/AT/pdf/ATM054101_C73S.pdf. Läst 8 augusti 2018.
28. ↑  ”Resultat tiokamp herrar”. Arkiverad från originalet den 22 september 2016. https://web.archive.org/web/20160922163400/http://www.european-athletics.org/externalmodules/AT/pdf/ATM900000_C73U.pdf. Läst 18 augusti 2018.
29. ↑  ”Resultat 100 m damer”. Arkiverad från originalet den 18 september 2016. https://web.archive.org/web/20160918182522/http://www.european-athletics.org/externalmodules/AT/pdf/ATW001101_C73A.pdf. Läst 8 augusti 2018.
30. ↑  ”Resultat 200 m damer”. Arkiverad från originalet den 3 december 2016. https://web.archive.org/web/20161203155126/http://www.european-athletics.org/externalmodules/AT/pdf/ATW002101_C73A.pdf. Läst 18 augusti 2018.
31. ↑  ”Resultat 400 m damer”. Arkiverad från originalet den 4 mars 2017. https://web.archive.org/web/20170304214510/http://www.european-athletics.org/externalmodules/AT/pdf/ATW004101_C73A.pdf. Läst 18 augusti 2018.
32. ↑  ”Resultat 800 m damer”. Arkiverad från originalet den 19 augusti 2016. https://web.archive.org/web/20160819153116/http://www.european-athletics.org/externalmodules/AT/pdf/ATW008101_C73G.pdf. Läst 18 augusti 2018.
33. ↑  ”Resultat 1 500 m damer”. Arkiverad från originalet den 17 mars 2017. https://web.archive.org/web/20170317162530/http://www.european-athletics.org/externalmodules/AT/pdf/ATW015101_C73G.pdf. Läst 18 augusti 2018.
34. ↑  ”Resultat 5 000 m damer”. Arkiverad från originalet den 22 september 2016. https://web.archive.org/web/20160922163407/http://www.european-athletics.org/externalmodules/AT/pdf/ATW050101_C73G.pdf. Läst 18 augusti 2018.
35. ↑  ”Resultat 10 000 m damer”. Arkiverad från originalet den 20 oktober 2016. https://web.archive.org/web/20161020141137/http://www.european-athletics.org/externalmodules/AT/pdf/ATW100101_C73G.pdf. Läst 18 augusti 2018.
36. ↑  ”Resultat Maraton damer”. Arkiverad från originalet den 14 augusti 2018. https://web.archive.org/web/20180814001829/http://www.european-athletics.org/externalmodules/AT/pdf/ATW099101_C77B.pdf. Läst 18 augusti 2018.
37. ↑  ”Resultat 100 m häck damer”. Arkiverad från originalet den 6 oktober 2014. https://web.archive.org/web/20141006143657/http://www.european-athletics.org/externalmodules/AT/pdf/ATW011101_C73A.pdf. Läst 18 augusti 2018.
38. ↑  ”Resultat 400 m häck damer”. Arkiverad från originalet den 4 december 2016. https://web.archive.org/web/20161204112728/http://www.european-athletics.org/externalmodules/AT/pdf/ATW044101_C73A.pdf. Läst 18 augusti 2018.
39. ↑  ”Resultat 3 000 m hinder damer”. Arkiverad från originalet den 4 december 2016. https://web.archive.org/web/20161204154005/http://www.european-athletics.org/externalmodules/AT/pdf/ATW033101_C73G.pdf. Läst 18 augusti 2018.
40. ↑  ”Resultat 4×100 m damer”. Arkiverad från originalet den 3 augusti 2016. https://web.archive.org/web/20160803223702/http://www.european-athletics.org/externalmodules/AT/pdf/ATW401101_C73E.pdf. Läst 18 augusti 2018.
41. ↑  ”Resultat 4×400 m damer”. Arkiverad från originalet den 17 mars 2017. https://web.archive.org/web/20170317185451/http://www.european-athletics.org/externalmodules/AT/pdf/ATW404101_C73E.pdf. Läst 18 augusti 2018.
42. ↑  ”Resultat 20 km gång damer”. Arkiverad från originalet den 11 augusti 2018. https://web.archive.org/web/20180811162950/http://www.european-athletics.org/externalmodules/AT/pdf/ATW092101_C73K.pdf. Läst 18 augusti 2018.
43. ↑  ”Resultat 50 km gång damer”. Arkiverad från originalet den 11 augusti 2018. https://web.archive.org/web/20180811162950/http://www.european-athletics.org/externalmodules/AT/pdf/ATW095101_C73K.pdf. Läst 8 augusti 2018.
44. ↑  ”Resultat höjdhopp damer”. Arkiverad från originalet den 18 mars 2017. https://web.archive.org/web/20170318073006/http://www.european-athletics.org/externalmodules/AT/pdf/ATW071101_C73M.pdf. Läst 18 augusti 2018.
45. ↑  ”Resultat stavhopp damer”. Arkiverad från originalet den 20 mars 2017. https://web.archive.org/web/20170320122654/http://www.european-athletics.org/externalmodules/AT/pdf/ATW072101_C73M.pdf. Läst 18 augusti 2018.
46. ↑  ”Resultat längdhopp damer”. Arkiverad från originalet den 5 mars 2017. https://web.archive.org/web/20170305203134/http://www.european-athletics.org/externalmodules/AT/pdf/ATW061101_C73P.pdf. Läst 18 augusti 2018.
47. ↑  ”Resultat tresteg damer”. Arkiverad från originalet den 18 mars 2017. https://web.archive.org/web/20170318100246/http://www.european-athletics.org/externalmodules/AT/pdf/ATW062101_C73P.pdf. Läst 18 augusti 2018.
48. ↑  ”Resultat kula damer”. Arkiverad från originalet den 3 mars 2017. https://web.archive.org/web/20170303224558/http://www.european-athletics.org/externalmodules/AT/pdf/ATW051101_C73S.pdf. Läst 18 augusti 2018.
49. ↑  ”Resultat diskus damer”. Arkiverad från originalet den 25 augusti 2016. https://web.archive.org/web/20160825141524/http://www.european-athletics.org/externalmodules/AT/pdf/ATW052101_C73S.pdf. Läst 18 augusti 2018.
50. ↑  ”Resultat spjut damer”. Arkiverad från originalet den 24 september 2015. https://web.archive.org/web/20150924124219/http://www.european-athletics.org/externalmodules/AT/pdf/ATW053101_C73S.pdf. Läst 18 augusti 2018.
51. ↑  ”Resultat slägga damer”. Arkiverad från originalet den 13 oktober 2014. https://web.archive.org/web/20141013210927/http://www.european-athletics.org/externalmodules/AT/pdf/ATW054101_C73S.pdf. Läst 18 augusti 2018.
52. ↑  ”Resultat sjukamp damer”. Arkiverad från originalet den 19 september 2016. https://web.archive.org/web/20160919221910/http://www.european-athletics.org/externalmodules/AT/pdf/ATW700000_C73U.pdf. Läst 18 augusti 2018.